# Ås (Norge)
 For alternative betydninger, se Ås. (Se også artikler, som begynder med Ås)
Ås er en kommune i Follo i Viken fylke i Norge. Kommunen går fra østsiden af Bunnefjordens indre del mod sydøst til Hobøl. Den grænser til Vestby, Frogn, Nordre Follo i det tidligere Akershus og Hobøl i det tidligere Østfold. Administrationscentrum for kommunen er Ås. Andre byer er Kroer og Vinterbro. Ås kommune er også hjemkommune for Universitetet for miljø- og biovitenskap (UMB), tidligere Landsbrukshøyskolen på Ås. I kommunen ligger også en af Norges mest kendte forlystelsesparker, Tusenfryd.

## Historie
Et elektrisk strømnet kom til Ås i 1917.
En dyrepark åbnede ved Vinterbro i 1963. I 1970 blev et nyt rådhus indviet. Dyreparken ved Vinterbro ophørte i 1985.
En forlystelsespark, Tusenfryd, startede i 1988.
Norges landbrukshøgskole blev et universitet i 2005.

## Dyreliv
Stor vandsalamander findes (i 2012).

## Personer fra Ås
- Odd Tandberg, kunstmaler († 2017)[7][8]
- Solveig Schytz (1976-), politiker, stortingsrepræsentant, voksede op i Molde[9]